# 固陵之战
固陵之战，汉五年（前202年）十月，楚汉战争中，劉邦击败項羽在陽夏固陵的追擊殲滅戰。

## 简介
楚汉广武相持近一年，项羽腹背受敌，兵疲粮尽，汉王刘邦遣使劝说项羽请归刘太公讲和。汉四年（前203年）八月，被迫与刘邦订立和约：中分天下，割鸿沟以西为汉，以东为楚。九月，项羽送还太公、吕雉，率军东归。张良、陈平献策趁项羽麻痹疏忽、楚兵疲粮尽之机，以及彭越攻克昌邑昌邑（在今山东巨野县旁二十多个城邑，缴获谷物十多万斛，用作汉王的军粮，发起战略追击，将其追灭，刘邦听从。
汉五年十月（汉初承秦制，十月为岁首），刘邦趁项羽退军之际率领靳強、樊噲等，汉军发起追歼在阳夏陽夏大破項羽率領的楚军，俘虏楚国大将周将军，汉军取得阳夏，項羽退至固陵留鍾離昧守固陵作殿軍，刘邦到固陵（今河南太康县南）后，命令刘贾渡淮河，攻下寿春（今安徽寿县）後，攻佔城父断截项羽逃回会稽（秦置会稽郡，郡治在吴县，今江苏苏州）的归路，並派人寻找机会招降楚大司马周殷。周殷叛变楚王帮助刘贾攻下九江，迎着武王黥布的军队在垓下会合共同攻打项羽，宣曲侯丁義、汾陽侯靳強及投降的楚將靈常率先攻破固陵大破鍾離昧，不久后灌婴、靳歙率领骑兵军团从彭城往固陵而来，刘邦亲自在固陵东边颐乡与灌婴率领的汉军铁骑会合。项羽得知灌婴、靳歙等率领汉军东来后为防自己被包围，项羽南退守至陳縣（今河南淮阳县）集結剩餘兵力做最後決戰。
汉五年十一月，刘邦追项羽到陈县，与灌婴会合颐乡（今河南鹿邑县）。在败楚军于陈下，楚将灵常、陈公利几降汉军，漢軍占領陳縣，项羽欲逃往会稽，刘贾、周殷、英布攻下城父堵截项羽，项羽逃到垓下，接著韩信、彭越到了與垓下刘邦等人会合。